# 北海道道6号岩見沢月形線
北海道道6号岩見沢月形線（ほっかいどうどう6ごう いわみざわつきがたせん）は、北海道岩見沢市と樺戸郡月形町を結ぶ道道（主要地方道）である。

## 概要

### 路線データ
- 起点：北海道岩見沢市大和1条9丁目（国道12号交点）
- 終点：北海道樺戸郡月形町字階楽町（国道275号交点）
- 総延長：23.603 km[1]
- 実延長：23.509 km[1]
- 重用延長：0.094 km[1]

### 道路管理者
- 空知総合振興局 札幌建設管理部 岩見沢出張所

## 歴史
- 1954年（昭和29年）3月30日 - 12号として路線認定[2]。
- 1993年（平成5年）5月11日 - 建設省から、道道岩見沢月形線が岩見沢月形線として主要地方道に指定される[3]。
- 1994年（平成6年）10月1日 - 路線番号を6号に変更[4]。

## 路線状況

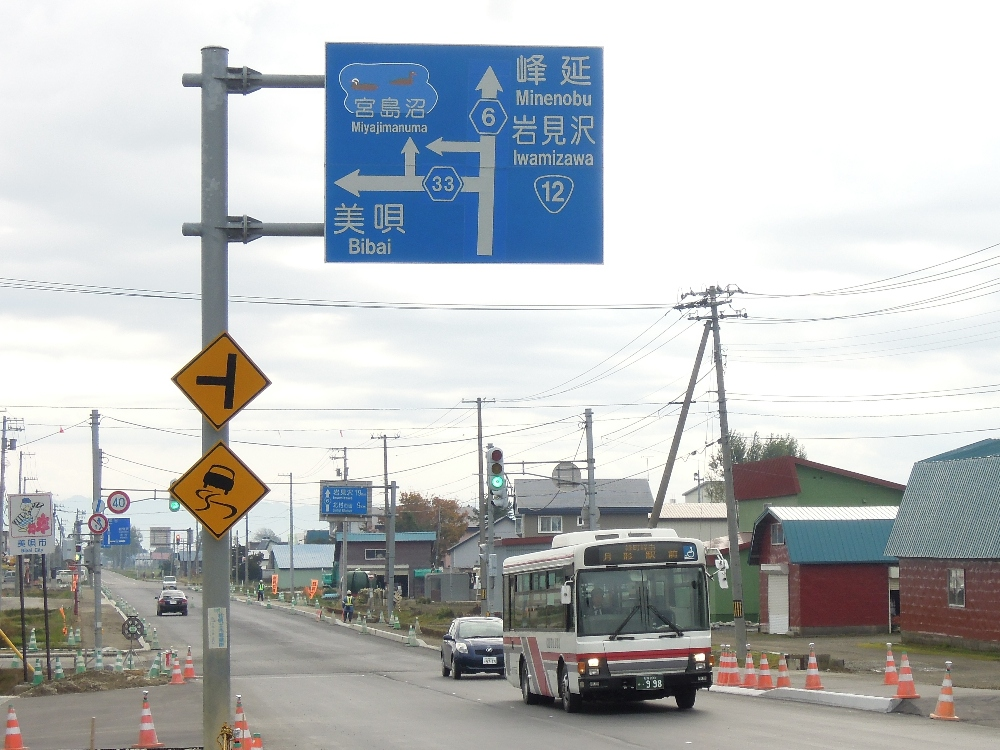
北海道道33号美唄月形線との交点。写真手前と奥が北海道道6号岩見沢月形線。2013年10月

### 重複区間
- 北海道道201号岩見沢停車場線（岩見沢市4条西6丁目 - 岩見沢市4条東3丁目）
- 北海道道139号江別奈井江線（岩見沢市北村赤川 - 岩見沢市北村栄町）
- 北海道道275号月形峰延線（美唄市西美唄町大曲 - 月形町字階楽町〈終点〉）
- 北海道道33号美唄月形線（美唄市西美唄町大曲 - 月形町字階楽町〈終点〉）

### 道路施設

#### 主な橋梁
- 岩見沢陸橋（132 m、函館本線、岩見沢市2条東 - 岩見沢市元町）
- 狩野橋（80 m、幾春別川、岩見沢市元町 - 岩見沢市北本町西）
- 北栄橋（114 m、旧美唄川、岩見沢市北村栄町 - 岩見沢市北村豊里）
- 月形大橋（821 m、石狩川、美唄市西美唄町大曲 - 月形町字新生）

## 地理

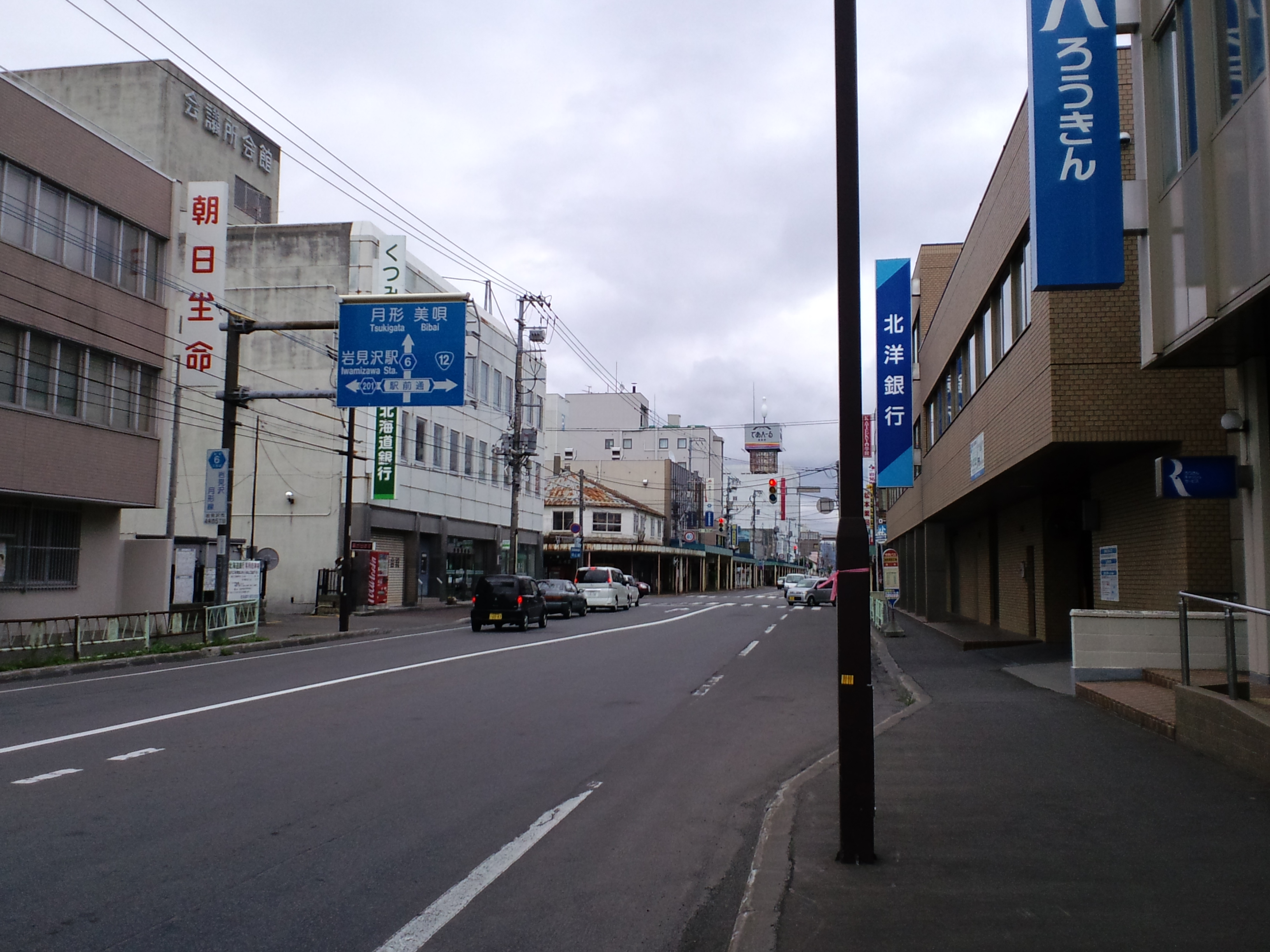
岩見沢市街中心部

### 通過する自治体
- 空知総合振興局
  - 岩見沢市
  - 美唄市
  - 樺戸郡月形町

### 交差する道路
岩見沢市
- 国道12号 - 大和1条9丁目（起点）
- 北海道道687号美唄達布岩見沢線 - 4条西11丁目
- 北海道道201号岩見沢停車場線 - 4条西6丁目、4条東3丁目（重複）
- 北海道道789号上志文四条東線 - 4条東1丁目
- 北海道道816号峯延稔町線 - 稔町
- 北海道道139号江別奈井江線 - 北村赤川、北村栄町（重複）

美唄市
- 北海道道275号月形峰延線 - 西美唄町大曲（重複）
- 北海道道33号美唄月形線 - 西美唄町大曲（重複）

月形町
- 国道275号 - 字階楽町（終点）

### 沿線にある施設など
岩見沢市
- 医療法人恵仁会空知病院
- 岩見沢市生涯学習センター（いわなび）
- 岩見沢ポルタ（であえーる岩見沢）
- 北村中央公園（北村温泉ホテル、キャンプ場など）
- 岩見沢市役所北村支所

月形町
- 皆楽公園